# NGC 3516
NGC 3516 este o seyfert 1 galaxy⁠(d) situată în constelația Ursa Mare. A fost descoperită în 1785 de către William Herschel. Se află la o distanță de 38,9 de megaparseci de Pământ.